# Принципи геології
Принципи геології (анг. Principles of Geology) — книга написана шотландським геологом Чарльзом Лаєллом. У творі автор спробував пояснити попередні зміни, яких зазнала поверхня Землі, беручи до уваги причини, що можуть діяти й насьогодення.
Робота публікувалась в трьох томах у період з 1830 до 1833 років, чим утвердила авторитет Лаєлла як геолога-теоретика і популяризувала теорію уніформізму, вперше запропоновану Джеймсом Гаттоном.
Головний тезис роботи полягає у тому, що «теперішнє — це ключ до минулого»: геологічні записи далекого минулого можна і потрібно роз'яснювати, посилаючись на геологічні процеси, що відбуваються зараз, або вже раніше помічені.. Інтерпретація Лаєллом геологічних змін, як постійне накопичення дрібних перетворень впродовж тривалого часу, також була центральною темою роботи.

## Вплив
Книга справила значний вплив на молодого Чарльза Дарвіна, котрий отримав перший том від Роберта Фіцроя, капітана судна «Біґль», перед останнім запливом. В районі узбережжя острова Сантьяго судно Дарвіна зіткнулось зі скелями, походження яких було розглянуто з точки зору Лаєлла, наштовхнули на революційні уявлення щодо геологічної історії острова, які внаслідок подорожі були застосовані у роботах. Перебуваючи в Південній Америці, Дарвін отримав другий том, в якому висувалась ідея про органічну еволюцію, яка містила кілька центрів творення задля обґрунтування різноманітності й територіальних видів.. Ідеї Дарвіна швидко вийдуть за вище встановлені межі, проте в геології він був учнем Лаєлла, тому в усьому наслідував і продовжував ідеї, надсилаючи докази, широкі свідчення і теоретичні міркування на користь уніформізму Лаєлла, включаючи ідеї про утворення атолів.